# Kyle McFadzean
Kyle McFadzean (Sheffield, 20 febbraio 1987) è un calciatore inglese, difensore del Chesterfield.

## Biografia
Ha un fratello minore, Callum, anch'egli calciatore.

## Carriera

### Burton Albion
Il 12 luglio 2016 McFadzean firma un contratto di 3 anni col Burton Albion, neopromosso in Football League Championship. Il 6 agosto effettua il suo esordio con la nuova squadra, nella prima partita di campionato, persa in trasferta contro il Nottingham Forest per 4-3. Ha segnato il suo primo gol con la nuova maglia contro lo Sheffield Wednesday il 16 agosto 2016, in una partita di campionato vinta per 3-1. Al termine della stagione la squadra riesce a conquistare la salvezza grazie al 19º posto in campionato. La stagione seguente non è altrettanto fortunata: la squadra termina penultima in campionato ed è quindi retrocessa. McFadzean rimane anche la stagione successiva in Football League One e mette insieme 42 presenze tra tutte le competizioni, con la formazione che si classifica 9ª in campionato non riuscendo a centrare i playoff per la promozione.

### Coventry City
Il 9 maggio 2019, McFadzean firma un contratto biennale con il Coventry City, militante in Football League One. A termine della stagione la squadra si classifica prima in campionato, conquistando titolo e promozione, grazie alla media punti ricavata dalla classifica all'interruzione del campionato a causa della pandemia di SARS-CoV-2.
La stagione successiva segna il suo primo gol con la maglia del Coventry, alla 2ª giornata di campionato contro il QPR.

## Statistiche

### Presenze e reti nei club
Statistiche aggiornate al 24 novembre 2022
| Stagione                | Squadra                 | Campionato              | Campionato | Campionato | Coppe nazionali | Coppe nazionali | Coppe nazionali | Coppe continentali | Coppe continentali | Coppe continentali | Altre coppe | Altre coppe | Altre coppe | Totale | Totale |
| Stagione                | Squadra                 | Comp                    | Pres       | Reti       | Comp            | Pres            | Reti            | Comp               | Pres               | Reti               | Comp        | Pres        | Reti        | Pres   | Reti   |
| ----------------------- | ----------------------- | ----------------------- | ---------- | ---------- | --------------- | --------------- | --------------- | ------------------ | ------------------ | ------------------ | ----------- | ----------- | ----------- | ------ | ------ |
| 2004-2005               | Sheffield United        | FCL                     | 0          | 0          | FACup+CdL       | 0+1             | 0               | -                  | -                  | -                  | -           | -           | -           | 1      | 0      |
| 2005-2006               | Sheffield United        | PL                      | 0          | 0          | FACup+CdL       | 0               | 0               | -                  | -                  | -                  | -           | -           | -           | 0      | 0      |
| Totale Sheffield United | Totale Sheffield United | Totale Sheffield United | 0          | 0          |                 | 1               | 0               |                    | -                  | -                  |             | -           | -           | 1      | 0      |
| 2007-2008               | Alfreton Town           | FCN                     | 22         | 1          | FACup           | 0               | 0               | -                  | -                  | -                  | CLC+FAT     | 1+4         | 0           | 26     | 1      |
| 2008-2009               | Alfreton Town           | FCN                     | 29+2       | 2          | FACup           | 1               | 0               | -                  | -                  | -                  | CLC+FAT     | 0+2         | 0           | 34     | 2      |
| 2009-2010               | Alfreton Town           | FCN                     | 32+3       | 0          | FACup           | 3               | 0               | -                  | -                  | -                  | FAT         | 0           | 0           | 38     | 0      |
| lug.-ago. 2010          | Alfreton Town           | FCN                     | 2          | 0          | FACup           | -               | -               | -                  | -                  | -                  | FAT         | -           | -           | 2      | 0      |
| Totale Alfreton Town    | Totale Alfreton Town    | Totale Alfreton Town    | 85+5       | 3          |                 | 4               | 0               |                    | -                  | -                  |             | 6           | 0           | 100    | 3      |
| ago. 2010-2011          | Crawley Town            | FC                      | 37         | 3          | FACup           | 6               | 0               | -                  | -                  | -                  | FAT         | 1           | 0           | 44     | 3      |
| 2011-2012               | Crawley Town            | FL2                     | 37         | 2          | FACup+CdL       | 5+2             | 1+0             | -                  | -                  | -                  | FLT         | 1           | 0           | 45     | 3      |
| 2012-2013               | Crawley Town            | FL1                     | 17         | 3          | FACup+CdL       | 1+2             | 0               | -                  | -                  | -                  | FLT         | 1           | 0           | 21     | 3      |
| 2013-2014               | Crawley Town            | FL1                     | 42         | 1          | FACup+CdL       | 3+1             | 0               | -                  | -                  | -                  | FLT         | 0           | 0           | 46     | 1      |
| Totale Crawley Town     | Totale Crawley Town     | Totale Crawley Town     | 133        | 9          |                 | 20              | 1               |                    | -                  | -                  |             | 3           | 0           | 156    | 10     |
| 2014-2015               | MK Dons                 | FL1                     | 41         | 3          | FACup+CdL       | 3+4             | 0+1             | -                  | -                  | -                  | FLT         | 1           | 0           | 49     | 4      |
| 2015-2016               | MK Dons                 | FLC                     | 39         | 0          | FACup+CdL       | 2+3             | 0               | -                  | -                  | -                  | -           | -           | -           | 44     | 0      |
| Totale MK Dons          | Totale MK Dons          | Totale MK Dons          | 80         | 3          |                 | 12              | 1               |                    | -                  | -                  |             | 1           | 0           | 93     | 4      |
| 2016-2017               | Burton Albion           | FLC                     | 31         | 1          | FACup+CdL       | 1+2             | 0               | -                  | -                  | -                  | -           | -           | -           | 34     | 1      |
| 2017-2018               | Burton Albion           | FLC                     | 42         | 0          | FACup+CdL       | 1+2             | 0               | -                  | -                  | -                  | -           | -           | -           | 45     | 0      |
| 2018-2019               | Burton Albion           | FL1                     | 35         | 4          | FACup+CdL       | 1+4             | 0               | -                  | -                  | -                  | FLT         | 2           | 0           | 42     | 4      |
| Totale Burton Albion    | Totale Burton Albion    | Totale Burton Albion    | 108        | 5          |                 | 11              | 0               |                    | -                  | -                  |             | 2           | 0           | 119    | 5      |
| 2019-2020               | Coventry City           | FL1                     | 30         | 0          | FACup+CdL       | 7+0             | 0               | -                  | -                  | -                  | FLT         | 3           | 0           | 40     | 0      |
| 2020-2021               | Coventry City           | FLC                     | 38         | 2          | FACup+CdL       | 1+1             | 0               | -                  | -                  | -                  | -           | -           | -           | 40     | 2      |
| 2021-2022               | Coventry City           | FLC                     | 37         | 3          | FACup+CdL       | 0               | 0               | -                  | -                  | -                  | -           | -           | -           | 37     | 3      |
| 2022-2023               | Coventry City           | FLC                     | 18         | 1          | FACup+CdL       | 0+1             | 0               | -                  | -                  | -                  | -           | -           | -           | 19     | 1      |
| Totale Coventry City    | Totale Coventry City    | Totale Coventry City    | 123        | 6          |                 | 10              | 0               |                    | -                  | -                  |             | 3           | 0           | 136    | 6      |
| Totale carriera         | Totale carriera         | Totale carriera         | 534        | 26         |                 | 56              | 2               |                    | -                  | -                  |             | 15          | 0           | 605    | 28     |

## Palmarès

### Club

#### Competizioni nazionali
- Conference Premier: 1

Crawley Town: 2010-2011
- Football League One: 1

Coventry City: 2019-2020

### Individuale
- Conference Premier Team of the Year: 1

2010-2011
- Squadra dell'anno della PFA di Football League Two:: 1

2011-2012